# Partido Nacional Democrático (Yibuti)
El Partido Nacional Democrático (en francés Parti National Démocratique (PND)) es un partido político de Yibuti. Su presidente es Aden Robleh Awaleh.
En las últimas elecciones de 2003, el PND formó parte de la Unión para la Mayoría Presidencial junto a la Agrupación Popular para el Progreso, el Frente por la Restauración de la Unidad y de la Democracia y el Partido Popular Social Demócrata. La Unión por la Mayoría Presidencial venció las elecciones con el 62,7% de los votos, consiguiendo todos los escaños de la Cámara de Diputados de Yibuti.
- Datos: Q3366531